# Campionato europeo della montagna 2013
Il Campionato europeo della montagna 2013, sessantatreesima edizione della manifestazione organizzata dalla Federazione Internazionale dell'Automobile, si svolge tra il 14 aprile e il 15 settembre 2013 su tredici tappe da disputarsi in undici paesi (Italia e Francia sono le sole nazioni ad ospitare due eventi nella stagione).
Il campione uscente, l'italiano Simone Faggioli, alla guida dell'Osella FA30 motorizzata Zytek vinse il suo sesto titolo continentale (il quinto consecutivo) nella Categoria II, aggiudicandosi 10 gare sulle 13 totali (le prime nove in successione). In Categoria I primeggiò invece il croato Tomislav Muhvić su una Mitsubishi Lancer Evo IX di Gr. N.

## Calendario prove[1]
| Tappa | Data         | Corsa                                             | Sede                       | Vincitore                             |
| ----- | ------------ | ------------------------------------------------- | -------------------------- | ------------------------------------- |
| 1     | 14 aprile    | Course de Côte de St Jean du Gard - Col St Pierre | Saint-Jean-du-Gard Francia | Simone Faggioli - Osella FA30-Zytek   |
| 2     | 28 aprile    | Rechberg                                          | Tulwitz Austria            | Simone Faggioli - Osella FA30-Zytek   |
| 3     | 12 maggio    | 35ª Rampa Internacional da Falperra               | Braga Portogallo           | Simone Faggioli - Osella FA30-Zytek   |
| 4     | 19 maggio    | XLIII Subida Internacional al Fito                | Arriondas Spagna           | Simone Faggioli - Osella FA30-Zytek   |
| 5     | 2 giugno     | ECCE HOMO Sternberk                               | Šternberk Rep. Ceca        | Simone Faggioli - Osella FA30-Zytek   |
| 6     | 30 giugno    | Coppa Paolino Teodori - Ascoli                    | Ascoli Piceno Italia       | Simone Faggioli - Osella FA30-Zytek   |
| 7     | 7 luglio     | 63ª Trento-Bondone                                | Trento Italia              | Simone Faggioli - Osella FA30-Zytek   |
| 8     | 21 luglio    | Dobšinský Kopec 2013                              | Dobšiná Slovacchia         | Simone Faggioli - Osella FA30-Zytek   |
| 9     | 28 luglio    | ADAC Glasbachrennen                               | Steinbach Germania         | Simone Faggioli - Osella FA30-Zytek   |
| 10    | 11 agosto    | Course de Côte du Mont Dore/Chambon sur Lac       | Chambon-sur-Lac Francia    | Christian Merli - Osella PA2000-Honda |
| 11    | 18 agosto    | Course de côte St-Ursanne - Les Rangiers          | Saint-Ursanne Svizzera     | Simone Faggioli - Osella FA30-Zytek   |
| 12    | 1º settembre | 19. Ilirska Bistrica                              | Ilirska Bistrica Slovenia  | Milos Benes - Osella FA30-Zytek       |
| 13    | 15 settembre | Buzetski dani 2013                                | Buzet Croazia              | Milos Benes - Osella FA30-Zytek       |

## Classifiche[7]
Venivano scartati i due peggiori risultati ottenuti, di cui uno nelle prime sette gare e uno nelle seconde sei.

### Categoria I
| Pos. | Pilota              | Vettura                    | Gruppo | Francia (bandiera) | Austria (bandiera) | Portogallo (bandiera) | Spagna (bandiera) | Rep. Ceca (bandiera) | Italia (bandiera) | Italia (bandiera) | Slovacchia (bandiera) | Germania (bandiera) | Francia (bandiera) | Svizzera (bandiera) | Slovenia (bandiera) | Croazia (bandiera) | Punti |                    |
| ---- | ------------------- | -------------------------- | ------ | ------------------ | ------------------ | --------------------- | ----------------- | -------------------- | ----------------- | ----------------- | --------------------- | ------------------- | ------------------ | ------------------- | ------------------- | ------------------ | ----- | ------------------ |
| 1    | Tomislav Muhvić     | Mitsubishi Lancer Evo IX   | N+3000 | 10                 | 25                 | 18                    | 18                | (8)                  | 25                | 15                | 18                    | 25                  | (-)                | 15                  | 18                  | 25                 | 212   | foto Rechberg      |
| 2    | Jiří Los            | Mitsubishi Lancer Evo IX   | N+3000 | 18                 | 18                 | 15                    | 15                | 25                   | 15                | (-)               | (-)                   | 18                  | 25                 | 18                  | 25                  | 18                 | 210   | foto Rechberg      |
| 3    | Lukáš Vojáček       | Mitsubishi Lancer Evo VIII | A+3000 | (9)                | 15                 | 12.5                  | 12.5              | 12                   | 25                | 25                | 18                    | 25                  | 12.5               | 18                  | 25                  | (-)                | 200.5 | foto Rechberg      |
| 4    | Jaromír Malý        | Mitsubishi Lancer Evo VIII | A+3000 | 12.5               | 25                 | (-)                   | -                 | 25                   | 18                | 12                | 25                    | 12                  | (-)                | 25                  | 18                  | 12.5               | 185   | foto Rechberg      |
| 5    | Damir Mašić         | Mitsubishi Lancer Evo IX   | N+3000 | 6                  | 6                  | 10                    | 12                | 12                   | (-)               | 12                | 6                     | (-)                 | 15                 | 8                   | 10                  | 15                 | 112   | foto Rechberg      |
| 6    | Oskar Beneš         | Mitsubishi Lancer Evo X    | N+3000 | 25                 | 1                  | (-)                   | 8                 | 12.5                 | 10                | -                 | 10                    | 15                  | (-)                | 12                  | 15                  | -                  | 108.5 | foto Rechberg      |
| 7    | Martin Jerman       | Mitsubishi Lancer Evo IX   | N+3000 | (-)                | -                  | -                     | -                 | 18                   | 8                 | -                 | 15                    | 12                  | 18                 | 25                  | (-)                 | 12                 | 108   | foto Rechberg      |
| 8    | Christian Schweiger | Mitsubishi Lancer Evo VII  | A+3000 | (-)                | 18                 | -                     | -                 | 15                   | 15                | 18                | 12                    | (-)                 | -                  | -                   | -                   | -                  | 78    | foto Rechberg      |
| 9    | Dominika Benešová   | Mitsubishi Lancer Evo X    | N+3000 | 15                 | 12                 | 12                    | 10                | 4                    | 4                 | (-)               | 12                    | (-)                 | -                  | -                   | -                   | -                  | 69    | foto Rechberg      |
| 10   | Marcelino Hevia     | Mitsubishi Lancer Evo X    | N+3000 | 12                 | (-)                | 25                    | 25                | -                    | -                 | -                 | (-)                   | -                   | -                  | -                   | -                   | -                  | 60    | foto Col St.Pierre |

Tra parentesi i due risultati scartati

### Categoria II
| Pos. | Pilota           | Vettura                         | Gruppo     | Francia (bandiera) | Austria (bandiera) | Portogallo (bandiera) | Spagna (bandiera) | Rep. Ceca (bandiera) | Italia (bandiera) | Italia (bandiera) | Slovacchia (bandiera) | Germania (bandiera) | Francia (bandiera) | Svizzera (bandiera) | Slovenia (bandiera) | Croazia (bandiera) | Punti |                                  |
| ---- | ---------------- | ------------------------------- | ---------- | ------------------ | ------------------ | --------------------- | ----------------- | -------------------- | ----------------- | ----------------- | --------------------- | ------------------- | ------------------ | ------------------- | ------------------- | ------------------ | ----- | -------------------------------- |
| 1    | Simone Faggioli  | Osella FA30-Zytek               | E2-SS 3000 | (25)               | 25                 | 25                    | 25                | 25                   | 25                | 25                | 25                    | 25                  | (-)                | 25                  | -                   | -                  | 225   | foto                             |
| 2    | Fausto Bormolini | Osella PA30                     | E2-SC 3000 | (-)                | 25                 | 9                     | 25                | 25                   | 12                | 15                | 18                    | 25                  | (-)                | 25                  | 25                  | -                  | 204   | foto Rechberg                    |
| 3    | Vladimír Vitver  | Audi WTTR DTM                   | E2-SH+3000 | (-)                | 25                 | -                     | -                 | 18                   | 12.5              | 12.5              | 25                    | 25                  | (-)                | 12.5                | -                   | 12.5               | 143   | foto Rechberg                    |
| 4    | Miloš Beneš      | Osella FA30                     | E2-SS 3000 | (-)                | 15                 | 18                    | 12                | 15                   | -                 | -                 | 18                    | 8                   | (-)                | -                   | 25                  | 25                 | 136   | foto Rechberg                    |
| 5    | Otakar Krámský   | Reynard K13                     | E2-SS 3000 | (-)                | 8                  | 15                    | 8                 | 10                   | 12                | -                 | 12                    | 2                   | 18                 | (-)                 | 18                  | 18                 | 121   | foto Rechberg                    |
| 6    | Christian Merli  | Radical Prosport Osella PA 2000 | E2-SC 2000 | 18                 | 15                 | (-)                   | -                 | -                    | 25                | 25                | (-)                   | -                   | 12.5               | -                   | -                   | -                  | 95.5  | foto Col St-Pierre foto Rechberg |
| 7    | Dušan Nevěřil    | Norma M20 FC                    | E2-SC 3000 | (-)                | 18                 | -                     | -                 | 18                   | -                 | -                 | 25                    | 18                  | (-)                | -                   | 15                  | -                  | 94    | foto Rechberg                    |
| 8    | Joël Volluz      | Osella FA30                     | E2-SS 3000 | 15                 | 12                 | (-)                   | 15                | 12                   | -                 | -                 | (-)                   | 10                  | -                  | 18                  | -                   | -                  | 82    | foto Rechberg                    |
| 9    | Julien Ducommun  | Osella FA30                     | E2-SS 3000 | (-)                | 10                 | -                     | 18                | -                    | 18                | -                 | (-)                   | 12                  | -                  | 12                  | -                   | -                  | 70    | foto Rechberg                    |
| 10   | David Hauser     | Dallara GP2                     | E2-SS 3000 | 18                 | (-)                | -                     | -                 | -                    | -                 | 15                | (-)                   | 15                  | -                  | 15                  | -                   | -                  | 63    | foto Glasbasch                   |

Tra parentesi i due risultati scartati